# واو (حرف عبری)
واو ششمین حرف ابجد عبری است که شامل واو فنیقی , واو  آرامی , واو عبری ו واو سریانی ܘ و واو عربی و (ششم در ترتیب ابجدی و ۲۷ام در ترتیب عربی مدرن) است.
این حرف نماینده حرف بی صدای [w] در عبری اصیل و [v] در عبری مدرن و نیز حرف‌های صدادار [u] و [o] است.